# Эротический видеочат
Эротический видеочат — разновидность онлайн-видеочата, в котором участник (модель) может находиться в обнажённом виде и показывать эротическое или порнографическое шоу, используя для этого веб-камеру. В большинстве случаев для зрителя просмотр такого шоу является платной услугой, а для владельцев веб-ресурса — способом заработка. Модели также обычно зарабатывают с помощью эротического видеочата, хотя такой вид заработка во многих странах может признаваться незаконным.

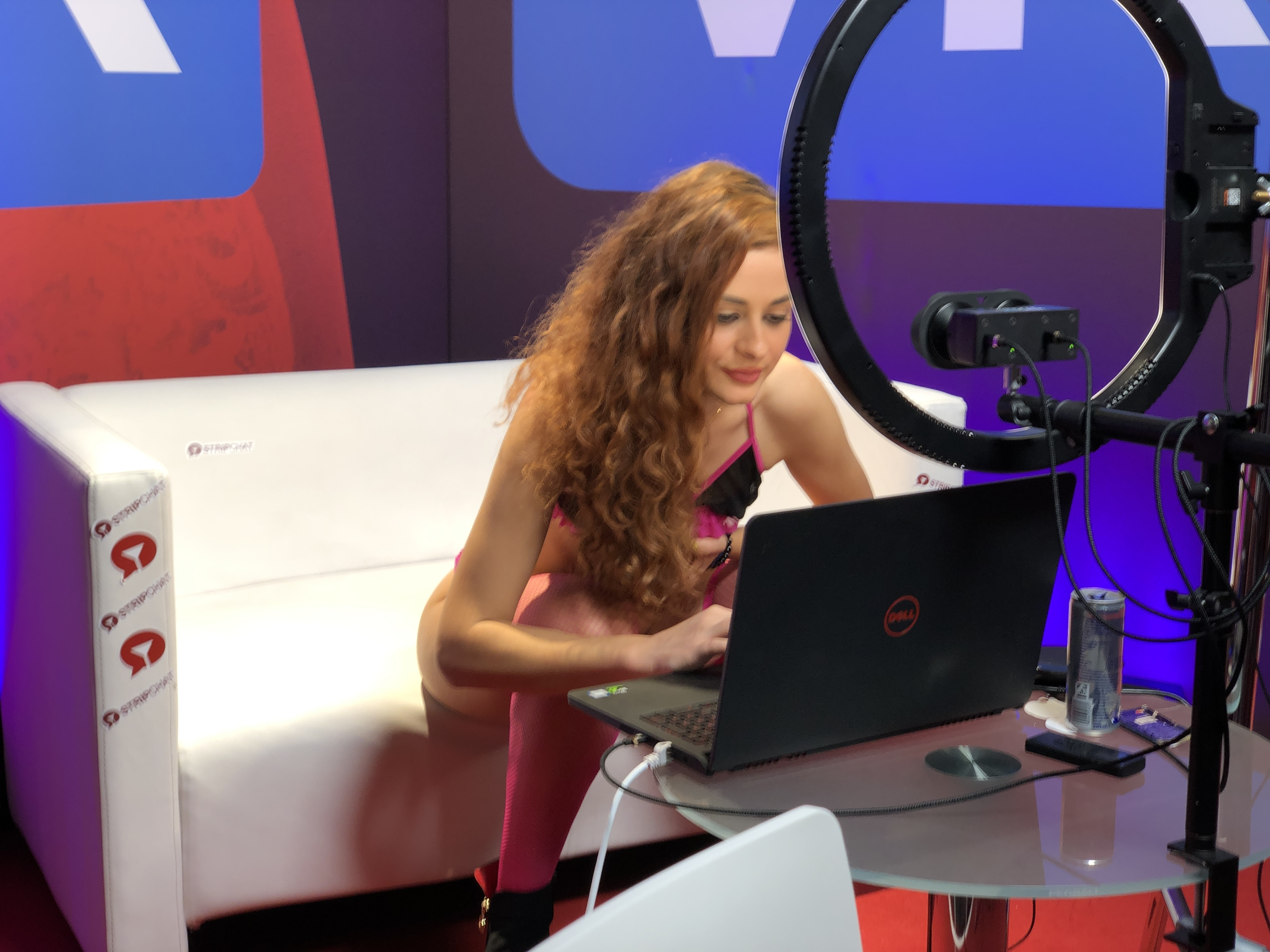
Видеочат-модель на мероприятии в 2019 году

## История
Для интернет-пользователей Европы и США эротические видеочаты уже давно стали привычным явлением и завоевали немало поклонников. В Рунете эта разновидность видеочата начинала занимать свою нишу с 2007 года.

## Описание
В целом видеочат — это средство для общения через Интернет в реальном времени с трансляцией видео и звука и с возможностью использования текстовых сообщений.
Эротический видеочат рассчитан на более узкую аудиторию, а именно на любителей эротики и откровенного общения. Пользователей такого чата можно условно разделить на две категории по тому, какую роль в общении они играют. Первая — это модели (женщины, мужчины, пары, группы), которые демонстрируют эротическое представление и транслируют его на сайт в режиме реального времени с помощью веб-камеры. Вторая группа пользователей — клиенты или зрители, которые это представление наблюдают и общаются с моделями при помощи текстовых сообщений. Так как зрители преимущественно хотят сохранить анонимность, модели обычно не видят их самих, а лишь читают присылаемые ими сообщения. Но при желании зрители могут транслировать видео с собственной камеры (при условии, что данная опция доступна на сайте).

## Структура
Сайт с эротическим видеочатом состоит из «комнат». Комната — это аккаунт данной модели с окном видеочата и дополнительной информацией. Кроме того, посетители могут выбирать себе собеседника (модель) по нужным параметрам: возрасту, телосложению, цвету волос и глаз, половой ориентации.
Во фри-чатах (от англ. free — бесплатно) просмотр проходит в бесплатном режиме, и зрители могут смотреть эротическое видео даже без регистрации. В этом режиме модели обычно не раздеваются, а лишь стараются максимально заинтересовать зрителя, чтобы перейти с ним в приватный режим чата, где представление происходит намного откровеннее и оплачивается каждая минута проведённого в чате времени. Впрочем, модели обычно сами выбирают, как им себя вести, тем более что на многих сайтах зрители фри-чата могут «поддерживать» модель и вносить небольшие суммы, чтобы она вела себя откровеннее. Также существуют платные чаты, реплей-сессии (воспроизведение записи трансляции) и другие способы просмотра.
Приватный чат — режим, в котором модель общается с единственным зрителем её эротического представления. Такой чат стоит дороже, но самое откровенное и привлекательное для зрителя обычно происходит именно в «привате».
На некоторых сайтах существует режим «замочной скважины» для любителей подглядывать. В этом режиме можно увидеть, что делает модель в «привате» с другим зрителем, но при этом общаться с ней невозможно.
Оплата услуг эротического видеочата происходит методом списания денег со счёта посетителя. Большинство сайтов работают по предоплате: при регистрации для каждого зрителя заводится счёт с условными денежными знаками (внутренней «валютой» сайта). Внести деньги на счёт можно с помощью электронных платежей, банковских переводов или платного SMS. Большинство сайтов предоставляют моделям возможность конвертировать условные денежные знаки в реальные деньги и выводить их. В этом случае деятельность моделей можно рассматривать как разновидность фрилансинга, хотя и не вполне легальную.

## Общественная критика
Участие моделей в эротических чатах, несмотря на популярность у аудитории, традиционно осуждается с точки зрения общественной морали. Деятельность моделей может осуждаться как эксгибиционизм, как пропаганда сексуальной развращённости в целом или как разновидность проституции. Кроме того, эротические видеочаты, как и порносайты, обычно не способны проверить реальный возраст зрителей, поэтому работа таких сайтов может осуждаться как пропаганда развращённости среди несовершеннолетних.
Известны случаи, когда людей, уличённых в трансляции эротического шоу, отчисляли с учёбы, увольняли с работы или публично осуждали в СМИ. В английском языке моделей нередко называют camwhores («камерные шлюхи», «шлюхи на камеру») с оттенком осуждения и презрения к их деятельности. Данный термин может применяться как к женщинам, так и к мужчинам. Что касается зрителей, то обычно они стремятся сохранить анонимность и не афишируют свои пристрастия в повседневной жизни.
Отсутствие законодательного регулирования этой сферы не позволяет собирать налоги с дохода моделей и студий. Это ещё одна причина общественной критики.

## Преследование по закону
С точки зрения законодательства многих стран, само участие в эротическом чате трудно трактовать как противозаконное деяние, поскольку нет статей, которые бы предусматривали ответственность за видеочат, в том числе эротического содержания. Формально и модель, и зрители участвуют в чате добровольно, а деньги не переводятся напрямую — вместо них используются условные денежные знаки сайта.
Так, российское законодательство не позволяет однозначно подвести деятельность моделей под понятие «проституция», поскольку данный термин не раскрыт в российском праве подробно — он лишь описан как «систематическое предоставление сексуальных услуг за плату». В отличие от реальных сексуальных контактов за деньги, участие в эротическом чате сложно определить как «систематическое предоставление услуг». Дополнительную сложность создаёт анонимность участников чата.
Однако ответственность может наступить для администраторов сайтов. В частности, российское законодательство предусматривает ответственность за получение сексуальных услуг несовершеннолетних (если установлено, что модель младше 18 лет) и за понуждение к действиям сексуального характера (если установлено, что деятельность модели не была добровольной). Известны случаи, когда к участию в эротических видеочатах принуждали людей, которые находились в сексуальном рабстве.
В то же время продолжается действие ряда международных соглашений, подписанных Российской Империей и СССР, направленных против распространения обсценных публикаций: «Соглашение относительно пресечения обращения порнографических изданий» (1910), Конвенция о пресечении обращения порнографических изданий и торговли ими (1923).